# Nusrat Fateh Ali Khan
Ustad Nusrat Fateh Ali Khan, född 13 oktober 1948 i Lyallpur (nu Faisalabad), Pakistan, död 16 augusti 1997 i London, Storbritannien, var en Qawwali-musiker. Nusrat är mest känd för att ha tagit den traditionella musiken till en internationell nivå och skapat en hel generation nya Qawwali-musiker, både i Pakistan och runt om i världen, bland annat sägs musikern Jeff Buckley ha inspirerats starkt av Khan.

## Nusrats medmusikanter
Under de 26 år som Nusrat var aktiv, ändrades uppsättningen musiker många gånger. Två medlemmar som var med från början ända till slutet, -97 var Farrukh Fateh Ali Khan och Dildar Hussain. I listan här under finns ett stickprov av uppsättningen, här under tidigt 80-tal:
- Mujahid Mubarak Ali Khan: Nusrats kusin, Sång
- Farrukh Fateh Ali Khan: Nusrats bror, Sång och Huvud-Harmonium
- Rehmat Ali: Sång och Harmonium
- Maqsood Hussain: Sång
- Rahat Nusrat Fateh Ali Khan: Sång
- Dildar Hussain: Tabla
- Majawar Abbas: Mandolin, Gitarr
- Mohammed Iqbal Naqbi: Kör (och även bandets sekreterare)
- Asad Ali: Kör
- Ghulam Farid: Kör
- Kaukab Ali: Kör

## Diskografi
(Studioalbum under hans levnad. För fullständig diskografi, se allmusic.com.)
- 1988: In Concert in Paris, Vol. 1 [live]
- 1988: Shahen-Shah
- 1990: Mustt Mustt
- 1991: Magic Touch
- 1991: Shahbaaz
- 1991: The Day, The Night, The Dawn, The Dusk
- 1992: Devotional Songs
- 1992: Love Songs
- 1993: Devotional and Love Songs
- 1993: Ilham
- 1993: Traditional Sufi Qawwalis: Live in London, Vol. 2
- 1993: Traditional Sufi Qawwalis: Live in London, Vols. 1 & 2
- 1994: Pakistan: Vocal Art of Sufis, Vol. 1
- 1994: Pakistan: Vocal Art of the Sufis, Vol. 2 - ...
- 1994: Nusrat Fateh Ali Khan & Party
- 1994: The Last Prophet
- 1995: Revelation
- 1995: Back to Qawwalli
- 1996: In Concert in Paris, Vols. 3-5 [live]
- 1996: Night Song
- 1996: Intoxicated Spirit
- 1996: Mega Star
- 1996: Prophet Speaks
- 1997: Live In India
- 1997: Akhian
- 1997: Ecstacy [live]
- 1997: Live in New York City
- 1997: Farewell Song: Alwadah [live]
- 1997: In Concert in Paris, Vol. 2 [live]
- 1997: Oriente/Occidente: Gregorian Chant & Qawwali ...
- 1997: Star Rise